# Redmi
Redmi è un marchio di Xiaomi dedicato agli smartphone, introdotto a luglio 2013 come modello low-cost con il primo "Redmi Phone". Dal 3 gennaio 2019, il marchio è stato scorporato da Xiaomi e divenuto indipendente con il lancio del Redmi Note 7.

## Lista dei dispositivi

### Xiaomi Redmi (2013-2019)
| Modello       | Display | Display    | Display            | Data di commercializzazione | Supporto 4G LTE | Chipset                                                | RAM                 | Memoria interna      | Fotocamera                                      | Fotocamera               | Sistema operativo    |
| Modello       | Tipo    | Dimensioni | Risoluzione        | Data di commercializzazione | Supporto 4G LTE | Chipset                                                | RAM                 | Memoria interna      | Principale                                      | Frontale                 | Sistema operativo    |
| ------------- | ------- | ---------- | ------------------ | --------------------------- | --------------- | ------------------------------------------------------ | ------------------- | -------------------- | ----------------------------------------------- | ------------------------ | -------------------- |
| Redmi 1       | IPS     | 4.7"       | HD 720p            | luglio 2013                 | No              | Mediatek MT6589T quad core 1,5 GHz                     | 1 GB LPDDR2         | 4 GB eMMC 2.0        | 8 MP Samsung S5K3H2/OmniVision OV8825           | 1.3 MP OmniVision OX1A10 | MIUI v9 Android 4.4  |
| Redmi 1S      | IPS     | 4.7"       | HD 720p            | maggio 2014                 | No              | Qualcomm Snapdragon 400 quad core 1,6 GHz              | 1 GB LPDDR3         | 8 GB eMMC 4.2        | 8 MP Sony Exmor R IMX179/OmniVision OV8865      | 1.6 MP OmniVision OX1A15 | MIUI v9 Android 4.4  |
| Redmi 1S 4G   | IPS     | 4.7"       | HD 720p            | 2014                        | Sì              | MediaTek MT6582 quad core 1,3 GHz                      | 1 GB                | 8 GB                 | 8 MP                                            | 1.3 MP                   | MIUI v9 Android 4.4  |
| Redmi 2       | IPS     | 4.7"       | HD 720p            | gennaio 2015                | Sì              | Qualcomm Snapdragon 410 quad core 1,2 GHz              | 1 GB / 2 GB LPDDR3  | 8/16 GB eMMC 5.0     | 8 MP Samsung ISOCELL S5K4H8/OmniVision OV8865   | 2 MP OmniVision OV2680   | MIUI v9 Android 5.1  |
| Redmi 2A      | IPS     | 4.7"       | HD 720p            | aprile 2015                 | Sì              | Leadcore LC1860C quad core 1,5 GHz                     | 1 GB LPDDR3         | 8 GB eMMC 5.0        | 8 MP Samsung ISOCELL S5K4H8/OmniVision OV8865   | 2 MP OmniVision OV2680   | MIUI v9 Android 5.0  |
| Redmi 3       | IPS     | 5"         | HD 720p            | gennaio 2016                | Sì              | Qualcomm Snapdragon 616 quad core 1,2 e 1,5 GHz        | 2 GB / 3 GB LPDDR3  | 16/32 GB eMMC 5.1    | 13 MP Samsung ISOCELL S5K3L8/OmniVision OV13853 | 5 MP OmniVision OV5670   | MIUI v9 Android 5.1  |
| Redmi 3S      | IPS     | 5"         | HD 720p            | aprile 2016                 | Sì              | Qualcomm Snapdragon 430 octa core 1,4 GHz              | 2 GB / 3 GB LPDDR3  | 16/32 GB eMMC 5.1    | 13 MP Samsung ISOCELL S5K3L8/OmniVision OV13853 | 5 MP OmniVision OV5670   | MIUI v9 Android 6.0  |
| Redmi 3X      | IPS     | 5"         | HD 720p            | maggio 2016                 | Sì              | Qualcomm Snapdragon 430 quad core 1,4 GHz              | 2 GB / 3 GB LPDDR3  | 16/32 GB eMMC 5.1    | 13 MP Samsung ISOCELL S5K3L8/OmniVision OV13853 | 5 MP OmniVision OV5670   | MIUI v9 Android 6.0  |
| Redmi Pro     | AMOLED  | 5.5"       | Full HD 1080p      | luglio 2016                 | Sì              | Mediatek Helio X20 / X25 deca core 2,1 / 2,3 / 2,5 GHz | 3 GB / 4 GB         | 32 / 64 / 128 GB     | Dual 13 MP                                      | 5 MP                     | MIUI v9 Android 6.0  |
| Redmi 4       | IPS     | 5"         | HD 720p            | novembre 2016               | Sì              | Qualcomm Snapdragon 430 octa core 1,4 GHz              | 2 GB LPDDR3         | 16/32 GB eMMC 5.1    | 13 MP Samsung ISOCELL S5K3L8/OmniVision OV13853 | 5 MP OmniVision OV5670   | MIUI v9 Android 7.1  |
| Redmi 4A      | IPS     | 5"         | HD 720p            | novembre 2016               | Sì              | Qualcomm Snapdragon 425 quad core 1,4 GHz              | 2 / 3 GB LPDDR3     | 16/32 GB eMMC 5.1    | 13 MP OmniVision OV13850                        | 5 MP OmniVision OV5675   | MIUI v9 Android 7.1  |
| Redmi 4 Prime | IPS     | 5"         | Full HD 1080p      | novembre 2016               | Sì              | Qualcomm Snapdragon 625 octa core 2 GHz                | 3 GB LPDDR3         | 32 GB eMMC 5.1       | 13 MP Samsung ISOCELL S5K3L8/OmniVision OV13853 | 5 MP OmniVision OV5670   | MIUI v9 Android 6.0  |
| Redmi 4X      | IPS     | 5"         | HD 720p            | marzo 2017                  | Sì              | Qualcomm Snapdragon 435 octa core 1,4 GHz              | 2 / 3 / 4 GB LPDDR3 | 16/32/64 GB eMMC 5.1 | 13 MP Samsung ISOCELL S5K3L8/OmniVision OV13853 | 5 MP OmniVision OV5670   | MIUI v9 Android 7.1  |
| Redmi 5A      | IPS     | 5"         | HD 720p            | ottobre 2017                | Sì              | Qualcomm Snapdragon 425 quad core 1,4 GHz              | 2 GB                | 16 GB                | 13 MP                                           | 5 MP                     | MIUI v9 Android 7.1  |
| Redmi 5       | IPS     | 5.7"       | HD+ 1440×720       | dicembre 2017               | Sì              | Qualcomm Snapdragon 450 octa core 1,8 GHz              | 2 GB                | 16 GB                | 12 MP                                           | 5 MP                     | MIUI v9 Android 7.1  |
| Redmi 5       | IPS     | 5.7"       | HD+ 1440×720       | dicembre 2017               | Sì              | Qualcomm Snapdragon 450 octa core 1,8 GHz              | 3 GB                | 32 GB                | 12 MP                                           | 5 MP                     | MIUI v9 Android 7.1  |
| Redmi 5 Plus  | IPS     | 5.99"      | Full HD+ 2160×1080 | dicembre 2017               | Sì              | Qualcomm Snapdragon 625 octa core 2 GHz                | 3 GB                | 32 GB                | 12 MP                                           | 5 MP                     | MIUI v9 Android 7.1  |
| Redmi 5 Plus  | IPS     | 5.99"      | Full HD+ 2160×1080 | dicembre 2017               | Sì              | Qualcomm Snapdragon 625 octa core 2 GHz                | 4 GB                | 64 GB                | 12 MP                                           | 5 MP                     | MIUI v9 Android 7.1  |
| Redmi 6A      | IPS     | 5.45"      | HD+ 1440×720       | giugno 2018                 | Sì              | Mediatek Helio A22 quad core 2 GHz                     | 2 GB                | 16 GB                | 13 MPx                                          | 5 MP                     | MIUI v9 Android 8.1  |
| Redmi 6       | IPS     | 5.45"      | HD+ 1440×720       | giugno 2018                 | Sì              | Mediatek Helio P22 octa core 2 GHz                     | 3 GB / 4 GB         | 32 / 64 GB           | 12 + 5 MP                                       | 5 MP                     | MIUI v9 Android 8.1  |
| Redmi 6 Pro   | IPS     | 5.84"      | FHS+ 1080p         | giugno 2018                 | Sì              | Qualcomm Snapdragon 625 octa core 2 GHz                | 3 GB / 4 GB         | 32 / 64 GB           | 12 + 5 MP                                       | 5 MP                     | MIUI v9 Android 8.1  |
| Redmi 7       | IPS     | 6,26"      | HD+ 1520×720       | gennaio 2019                | Sì              | Qualcomm Snapdragon 632 octa core 1,8 GHz              | 2 GB / 3 GB         | 16 / 32 / 64 GB      | 12MP + 2MP                                      | 8MP                      | MIUI v10 Android 9.0 |

### Redmi Note (2019-)
| Modello          | Numero modello | Data di commercializzazione | Tipo di display | Dimensioni del display | Risoluzione    | Supporto 4G LTE | Chipset                                                                   | GPU                           | RAM                                   | Memoria interna   | Fotocamera principale                                                   | Fotocamera frontale         | Batteria  | Sistema operativo                     | Sistema operativo        |
| Modello          | Numero modello | Data di commercializzazione | Tipo di display | Dimensioni del display | Risoluzione    | Supporto 4G LTE | Chipset                                                                   | GPU                           | RAM                                   | Memoria interna   | Fotocamera principale                                                   | Fotocamera frontale         | Batteria  | Iniziale                              | Attuale                  |
| ---------------- | -------------- | --------------------------- | --------------- | ---------------------- | -------------- | --------------- | ------------------------------------------------------------------------- | ----------------------------- | ------------------------------------- | ----------------- | ----------------------------------------------------------------------- | --------------------------- | --------- | ------------------------------------- | ------------------------ |
| Redmi Go         |                | 2019.2                      | IPS             | 5.0"                   | HD+ 1280 x 720 | Sì              | Qualcomm Snapdragon 425 4x 1.4 GHz ARM Cortex-A53                         | Qualcomm Adreno 308 @500Mhz   | 1 GB LPDDR3                           | 8 GB eMMC 5.1     | 8 MP Samsung ISOCELL S5K4H8/ OmniVision OV8865                          | 5 MP Omnivision OV5670      | 3000mAh   | Android 8.1.0 Android Go              | Android 8.1.0 Android Go |
| Redmi 7          | M1901F9        | 2019.3                      | IPS             | 6.26"                  | HD+ 1520 x 720 | Sì              | Qualcomm Snapdragon 632 8x 1.8 GHz Kryo 250 Gold/Silver                   | Qualcomm Adreno 506 @6XXMHz   | 2/3/4 GB LPDDR3                       | 16/32/64 GB       | 12 MP Sony Exmor RS IMX486/OmniVision OV12A10 & 2 MP OmniVision OV02A10 | 8 MP Samsung ISOCELL S5K4H7 | 4000mAh   | MIUI 10 Android 9                     | MIUI 10 Android 9        |
| Redmi Note 7     |                |                             |                 |                        |                |                 |                                                                           |                               |                                       |                   |                                                                         |                             |           |                                       |                          |
| Redmi Y3         |                | 2019.4                      | IPS             | 6.3"                   | HD+ 1520 x 720 | Sì              | Qualcomm Snapdragon 632 Note 6 pro 1.8 GHz Kryo 250 Gold/Silver           | Qualcomm Adreno 506 @6XXMHz   | 3/4 GB LPDDR4                         | 32/64 GB          | 12 MP Sony Exmor RS IMX486/OmniVision OV12A10 & 2 MP OmniVision OV02A10 | 32 MP                       | 4000mAh   | MIUI 9 Android 9                      |                          |
| Redmi 7A         |                | 2019.6                      | IPS             | 5.45"                  | HD+ 1440 x 720 | Sì              | Qualcomm Snapdragon 439 8x 2.0 GHz ARM Cortex-A53                         | Qualcomm Adreno 505 @ 450 MHz | 2/3 GB LPDDR3                         | 16/32 GB          | 13 MP Samsung ISOCELL S5K3L8/OmniVision OV13855                         | 5 MP Samsung S5K5E8         | 4000mAh   | MIUI 9 Android 9                      | MIUI 9 Android 9         |
| Redmi 8A         |                | 2019.9                      | IPS             | 6.2"                   | HD+ 1520 x 720 | Sì              | Qualcomm Snapdragon 439 8x 2.0 GHz ARM Cortex-A53                         | Qualcomm Adreno 505 @ 450 MHz | 2/3 GB LPDDR3                         | 32 GB             | 12 MP Sony Exmor RS IMX486/OmniVision OV12A10                           | 8 MP Samsung ISOCELL S5K4H7 | 5000mAh   | MIUI 10 Android 9                     | MIUI 10 Android 9        |
| Redmi 8          |                | 2019.10                     | IPS             | 6.2"                   | HD+ 1520 x 720 | Sì              | Qualcomm Snapdragon 439 8x 2.0 GHz ARM Cortex-A53                         | Qualcomm Adreno 505 @ 450 MHz | 4 GB LPDDR3                           | 64 GB             | 12 MP Sony Exmor RS IMX486/OmniVision OV12A10 & 2 MP OmniVision OV02A10 | 8 MP Samsung ISOCELL S5K4H7 | 5000mAh   | MIUI 10 Android 9                     | MIUI 10 Android 9        |
| Redmi Note 8     |                | 2019.09                     | IPS             | 6.3"                   | FHD+ 2340x1080 | Si              | Qualcomm Snapdragon 665 4x2.0 GHz Kryo 260 Gold 4x1.8 GHz Kryo 260 Silver | Qualcomm Adreno 610           | 4/6 GB                                | 32/64/128 GB eMMC | 48MP f/1.8 + 8MP f/2.2 + 2x 2MP f/2.4                                   | 13MP                        | 4000 mAh  | MIUI 10 on Android 9.0 Pie            |                          |
| Redmi Note 8 Pro |                | 2019.09                     | IPS             | 6.53"                  | FHD+ 2340x1080 | Si              | Mediatek Helio G90T 2x Cortex-A76 6x Cortex-A55                           | ARM Mali G76 MC4 @ 800 MHz    | 6 GB (Global)/ 8 GB (China exclusive) | 64/128 GB UFS2.1  | 64MP Samsung ISOCELL GW-1 f/1.8 + 8MP f/2.2 + 2x 2MP f//2.4             | 20MP                        | 4500 mAh  | MIUI 10 on Android 9.0 Pie            |                          |
| Redmi Note 8T    |                | 2019.11                     | IPS             | 5.99                   | FHD+ 2340x1080 | Si              | Qualcomm Snapdragon 655                                                   |                               | 3/4GB                                 | 32/64/128 GB      | 48MP Samsung ISOCELL GM-1                                               | 13MP                        |           | MIUI 10 on Android 9.0 Pie            |                          |
| Redmi 9          |                |                             | IPS             |                        | FHD            | Si              |                                                                           |                               | 4GB                                   | 32/64GB           | 13MP Omnivision OV13B10                                                 | 8MP                         | 5.020 mAh |                                       |                          |
| Redmi Note 9     |                | 2020.2                      | IPS             | 6.53"                  | FHD            | Si              | Mediatek Helio G85, con CPU octa-core e GPU Arm Mali-G52 MC2              | Mali-G52 MC2                  | 4GB                                   | 64/128GB          | 48MP Samsung ISOCELL GM-1                                               | 13MP                        | 5.020 mAh |                                       |                          |
| Redmi Note 10    |                | 2021.1                      | Amoled          | 6.43"                  | FHD            | Si              | Snapdragon 678 con CPU octa-core e GPU Adreno 612                         | Qualcomm Andreno 612          | 4GB                                   | 64/128GB          | 48MP Sony IMX582 Exmor RS                                               | 13MP                        | 5.000 mAh |                                       |                          |
| Redmi Note 11    |                | 2022.1                      | Amoled          | 6.43"                  | FHD            | Si              | Snapdragon 680 con CPU octa- core e GPU Adreno 610                        | Qualcomm Andreno 610          | 4GB                                   | 64/128GB          | 50MP Samsung ISOCELL JN1                                                | 13MP                        | 5.000 mAh | MIUI 13 on Android 11 Red Velvet Cake |                          |